# Granulocyt
Granulocytter er en undergruppe af de hvide blodlegemer (leukocytter), og hører sammen med røde blodlegemer (erytrocytter) og blodplader (trombocytter) til blodets formede elementer.
Der findes 5 forskellige slags leukocytter i blodet, hvoraf de granulære leukocytter udgør de tre, og lymfocytten og monocytten de to øvrige. Granulocytterne adskilles fra de øvrige ved deres granulære cytoplasmatiske udseende i et lysmikroskop.
Granulocytterne inddeles yderligere efter deres farvbarhed i deres cytoplasmatiske granula:

## Neutrofile granulocytter
Struktur: Neutrofile granulocytter ses som en 10-15 mikrometer stor celle, med en kerne med 3-5 lapper. Cytoplasmaet indeholder talrige granula. Disse indeholder bl.a. myeloperoxid, sure hydrolaser og lysozym.
Funktion: De neutrofile granulocytter er sammen med makrofagerne kroppens primære fagocytterende celler. Deres funktion er primært at fagocyttere bakterier, og derved bekæmpe infektioner.

## Basofile granulocytter
Struktur: De basofile granulocytter er ca. 12-15 mikrometer store celler, med en 2-3 lappet kerne, som evt. er S-formet. Indeholder i sit cytoplasma store basofile granula, der bl.a. indeholder heparin, histamin, lysosomale enzymer samt peroxidase.
Funktion: Det vides ikke med sikkerhed hvad de basofiles præcise funktion er i kredsløbet. Det vides dog at de har store lighedspunkter med mastcellerne. Muligvis er de en slags forstadie til disse, som så forlader kredsløbet og deltager i anafylaktiske reaktioner.

## Eosinofile granulocytter
Struktur: Er ligesom de andre granulocytter 12-15 mikrometer i diameter. Den eosinofiles kerne ses som 2 store lapper. Indeholder membranafgrænsede granula der indeholder meoloperoxidase og lysosomale enzymer. Cytoplasmaets granula er kraftigt eosint.
Funktion: Deres vigtigste funktion er bekæmpelse af parasitære infektioner.